# Acanthaspidia porrecta
Acanthaspidia porrecta is een pissebed uit de familie Acanthaspidiidae. De wetenschappelijke naam van de soort is voor het eerst geldig gepubliceerd in 1968 door Menzies & Schultz.